# Études d'ingénieurs au Sénégal
Au Sénégal, la formation d'ingénieur est constituée par deux titres :
- Le grade d'ingénieur de conception (DIC) qui est attribué après 5 années d'études dans une école d'ingénieurs ou un institut et sanctionnée par la soutenance d'un mémoire en dernière année.(baccalauréat + 5 années d'études à plein temps).

Ce diplôme est délivré par des écoles publiques reconnues et agréées par l'État, et qui dépendent de l'université, même si elles sont autonomes.
Parmi elles, on peut citer :
- l'école supérieure polytechnique de Dakar  Pionnière dans la formation des hauts cadres des secteurs publics et privés, l’ESP  s’est engagée depuis 1964 dans la formation de pointe des managers, ingénieurs et techniciens acteurs du développement. L’ESP recrute et forme les meilleurs étudiants dans un cadre qui favorise la recherche et l’innovation.  L’ESP est sans doute la meilleure école d’ingénieurs du pays et a une vocation régionale ;
- l'école Polytechnique de Thiès (EPT) qui est une école de formation des ingénieurs en génie Civil, en génie Informatique et Télécom et des ingénieurs en génie Électromécanique et aéronautique. Elle a une vocation régionale.
- L' UFR Sciences de l'Ingénieur (SI) de l'Université de Thiès forme des ingénieurs de conception en Génie civil, Géotechnique et Géomètre topographe. L'école, aussi à vocation régionale est réputée pour son excellence et sa qualité de la formation. https://www.univ-thies.sn/index.php/70-presentation/etablissements/ufr-si
- L'  Institut polytechnique de Saint-Louis  de l'université Gaston Berger, avec sa classe préparatoire intégrée, forme aussi des ingénieurs de conception en Génie Civil, en électromécanique, en Génie informatique et Télécom.https://ipsl.sn

- l'école supérieure multinationale de télécommunication ;
- l'école Nationale Supérieure d'Agriculture de Thiès (ENSA) qui est la principale école de formation des ingénieurs agronomes qui a également une vocation régionale.
- l'École Nationale Supérieure des Mines et de la Géologie (ENSMG Ex Institut des sciences de la Terre) de l'Université Cheikh Anta Diop de Dakar qui forme principalement des ingénieurs géologues.

L' ancien président du Sénégal Son Excellence Monsieur Macky Sall est issu de cette école.
L'accès à ces écoles est très sélectif (résultats scolaires + concours d'entrée) qui fait que les lauréats sortis de ces écoles représentent l'élite du système éducatif sénégalais.
- Le grade d'ingénieur technologue (DIT) qui correspond à (baccalauréat + 4 années d'études) délivré par des écoles ou instituts publics (mais la plupart du temps les formations sont payantes et constituent un moyen pour les techniciens supérieurs d'obtenir un grade supérieur). Actuellement des écoles privées font leur apparition et délivrent des diplômes d'ingénieur technologues la plupart du temps.